# Urban Lagnéus
Urban Hans Torsten Lagnéus (Uddevalla, 31 de enero de 1964) es un deportista sueco que compitió en vela en la clase 470. Ganó una medalla de plata en el Campeonato Europeo de 470 de 1992.

## Palmarés internacional
| \| Campeonato Europeo \| Campeonato Europeo \| Campeonato Europeo \| Campeonato Europeo \| \| Año \| Lugar \| Medalla \| Clase \| \| ------------------ \| -------------------- \| ------------------ \| ------------------ \| \| 1992 \| Nieuwpoort (Bélgica) \| Medalla de plata \| 470 \| |                      |                  |       |
| Campeonato Europeo |                      |                  |       |
| Año | Lugar                | Medalla          | Clase |
| 1992 | Nieuwpoort (Bélgica) | Medalla de plata | 470   |